# Maison de Boulgakov
La maison de Boulgakov (en russe : Музей - театр "Булгаковский Дом") est le domicile de l'auteur russe Mikhaïl Boulgakov et le lieu de scènes importantes de son roman le plus célèbre Le Maître et Marguerite. Elle est située au rez-de-chaussée du n° 10 de la rue Bolchaïa Sadovaïa à Moscou. Elle abrite désormais un musée, fondé sur une initiative privée le 15 mai 2004.
Dans le même bâtiment, dans l'appartement 50 au quatrième étage, est situé un deuxième musée, le Musée M.A. Boulgakov (russe : Музей М. А. Булгаков), fondé à l'initiative du gouvernement russe le 26 mars 2007.
Il existe une rivalité entre les deux musées, surtout entretenue par le Musée M.A. Boulgakov qui se présente invariablement comme « premier et seul musée commémoratif de Mikhaïl Boulgakov à Moscou ».
Dans le voisinage de la Maison de Boulgakov se situent beaucoup d'autres sites qui jouent un rôle dans le roman Le Maître et Marguerite, comme l'Étang du Patriarche, le Théâtre des Variétés et la maison Griboïedov abritant un club officiel d'écrivains.
La Maison de Boulgakov est ouverte tous les jours de 13h00 à 23h00, les vendredis et les samedis jusqu'à 01h00. L'entrée est gratuite.

## Le bâtiment
Le bâtiment, conçu pour des appartements locatifs de luxe, a été édifié entre 1902 et 1905 sur une commande du millionnaire russe Ilja Pigit, propriétaire de l'entreprise de tabac Ducat. Le bâtiment a été érigé en style Art nouveau russe à une époque où Moscou était en pleine floraison et où beaucoup de nouvelles avenues bordées d'arbres ont été aménagées, dont la rue Bolchaïa Sadovaïa ou la Grande Rue des Jardins, qui faisaient partie de la ceinture de jardins autour du centre de Moscou. En juin 1917, juste avant la Révolution d'Octobre, Ilja Pigit a vendu l'immeuble à une société immobilière privée. Décision opportune, sachant que le bâtiment a été exproprié par le nouveau régime soviétique pour être transformé en un des premiers immeubles d'appartements communaux à Moscou. En 1938, le bâtiment a perdu beaucoup de son charme d'origine, le jardin de devant ayant été frappé d'alignement et supprimé.
En septembre 1921, l'écrivain soviétique Mikhaïl Boulgakov est venu s'installer dans l'appartement n° 50 au quatrième étage avec sa première épouse Tatiana Nikolaïevna Lappa. Boulgakov, réfractaire au régime communiste, a souvent exprimé son aversion pour les appartements communaux, et en particulier pour l'appartement 50 du 10 de la rue Bolchaïa Sadovaïa :

« Sur la Grande Sadovaïa

Il y a une maison grande comme ça.

La maison est habitée par nos frères:

Les valeureux prolétaires. »

Boulgakov a utilisé le bâtiment comme l'un des principaux sites dans son célèbre roman Le Maître et Marguerite, dans lequel le il décrit comme « le mauvais appartement  ». Dans Le Maître et Marguerite, Boulgakov a situé l'immeuble au n° 302 bis, et non pas au n° 10. Il l'a fait pour dénoncer la complexité de l'administration soviétique en son temps.
Au cours de l'été 1924, Boulgakov s'est arrangé pour déménager de cet appartement bruyant pour un autre plus calme, au n° 34 du cinquième étage du même bâtiment. De cet appartement, il a également repris des caractéristiques dans sa description du « mauvais appartement » dans le roman. Plus tard, sa femme Tatiana Lappa a compris que Boulgakov a manigancé cela pour ne pas la laisser seule dans l'entourage désagréable de leur appartement communal. Parce que quelques mois plus tard, Boulgakov quitterait le bâtiment pour aller vivre avec Lioubov Evgenieva Belozerskaïa, qu'il a épousée en avril 1925.
Il y avait un café dans la cave, les Écuries de Pégase, où le poète russe Sergueï Aleksandrovitch Essénine a rencontré sa femme, la danseuse Isadora Duncan.

## Historique du musée

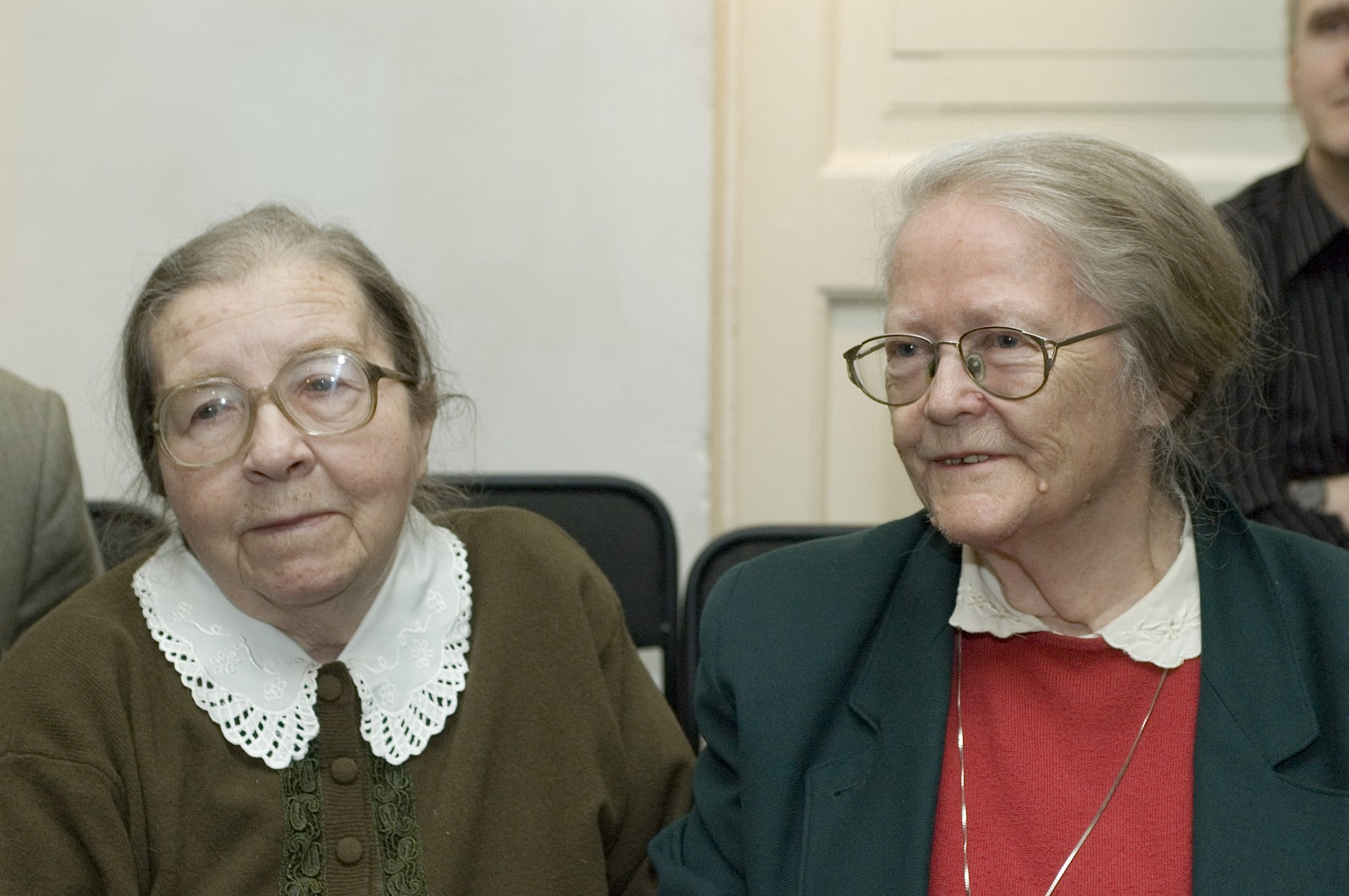
Varvara Svetlaeva and Elena Zemskaya

Bien avant la fondation du musée Boulgakov à Moscou, l'immeuble du 10 rue Bolchaïa Sadovaïa était déjà un lieu de pèlerinage pour les fans de l'auteur. Le mur de l'escalier menant à l'appartement 50 a été submergé de graffitis, de dessins et de citations du Maître et Marguerite.
Entre 1984 et 1986, l'immeuble, l'escalier et l'appartement ont fait l'objet d'une bataille entre les organismes officiels, le gardien et les auteurs de graffitis. Ces derniers sont régulièrement effacés, mais les fans sont revenus encore et encore pour en mettre de nouveaux. Le gardien a remplacé le code de sécurité à l'entrée à plusieurs reprises, mais il a toujours été cassé. Finalement, les autorités officielles ont abandonné. Au printemps 1988, le gouvernement de la ville de Moscou a donné l'autorisation de créer un musée officiel, mais il a fallu encore un certain temps avant qu'il soit réalisé.
Au début du XXIe siècle, l'ensemble de l'immeuble a été rénové et géré, et, au début 2004, une poignée d'adeptes enthousiastes de Boulgakov ont afin réussi de créer un musée dans la rue Bolchaïa Sadovaïa numéro 10. Le 15 mai 2004, l'anniversaire de Mikhaïl Boulgakov, la Maison de Boulgakov a été inaugurée. Puisque l'appartement numéro 50 n'était pas disponible à ce moment-là, la Maison de Boulgakov a élu domicile au rez-de-chaussée de l'immeuble.

## Activités

### La Maison de Boulgakov
Le musée proprement dit possède une vaste collection de documents, photographies et objets personnels de Mikhaïl Boulgakov, qui sont exposées en permanence dans les différentes chambres. Il y a également des animations audio-visuelles qui présentent la vie de Boulgakov dans son contexte. Outre l'exposition permanente, de nombreuses autres activités organisées.
Expositions
Le musée organise régulièrement des expositions d'œuvres d'artistes russes et étrangers de renom, avec un accent particulier sur les illustrateurs des œuvres de Mikhaïl Boulgakov.
Festivals
Le musée est connu pour ses festivals, et en particulier pour la célébration annuelle de l'anniversaire de Mikhaïl Boulgakov.
Excursions
Le musée organise régulièrement des promenades le long des endroits décrits par Mikhaïl Boulgakov dans ses œuvres, y compris les Étangs du Patriarche. Particulièrement appréciés sont les « promenades nocturnes animées », où les participants peuvent rencontrer des personnages vivants des œuvres de Boulgakov. Ces personnages sont également présents lors des excursions avec le tram 302-bis, qui fait des promenades trois fois par jour, du jeudi au dimanche,.
Bibliothèque
La maison Boulgakov possède une vaste bibliothèque, non seulement des œuvres de Boulgakov, mais aussi sur le contexte politique, social, économique et culturel dans lequel l'écrivain a vécu. Les visiteurs peuvent consulter ces livres ou les acheter.
Travail scientifique
La maison Boulgakov organise régulièrement des réunions d'information et de discussion sur l'œuvre et la vie de Boulgakov, et soutient également des scientifiques et les étudiants qui l'étudient.
Elena Martyniouk, la photographe de la maison, a réalisé un grand projet photographique sur Le Maître et Marguerite. Pour ce projet, qui a duré trois ans, 70 séances ont été organisées pour faire plus de 1 000 photos, prises dans les lieux décrits dans le roman, comme le toit de la Maison Pachkov et dans la Maison de Boulgakov. Les scènes dans le Théâtre des Variétés ont été photographiées au Théâtre d'art de Moscou, où les pièces de Boulgakov ont été représentées et où il a travaillé lui-même. Au printemps de 2013, une édition spéciale du roman a été publiée avec des photos du projet.
Lors de la « Nuit des musées » organisée chaque année à Moscou, la Maison de Boulgakov est une des principales attractions. Il se produit alors ce que Boulgakov lui-même a décrit dans Le Maître et Marguerite : « Là, sur deux rangs, s’agglutinait une longue queue de plusieurs milliers de personnes, qui s’allongeait jusqu’à la place Koudrinskaïa. »
La Maison de Boulgakov est aussi un lieu de rencontre populaire pour les célébrités à Moscou, qui souvent expriment leur amour pour Boulgakov et Le Maître et Marguerite, comme le réalisateur Iouri Kara et l'acteur Daniel Radcliffe.

### Le Café 302-bis
Le Café 302-bis est un lieu de rencontre agréable dans la Maison de Boulgakov où les visiteurs peuvent se détendre avec des boissons et des gâteaux dans l'ambiance des années 30.

### Le Theâtre Bou ...!
Le Théâtre Bou...! a commencé comme une troupe de jeunes acteurs qui ont donné vie aux personnages des romans de Boulgakov à Moscou lors des promenades animés organisées par la Maison de Boulgakov. En outre, ces acteurs donnent également des spectacles de théâtre d'improvisation.

### Le théâtre M.A. Boulgakov
Le théâtre M. A. Boulgakov est une petite mais très belle salle comptant 126 places. Des représentations sont organisées plusieurs fois par semaine. Le répertoire présente non seulement des pièces écrites par Mikhaïl Boulgakov, mais aussi des adaptations de ses romans. Un invité que l'on peut souvent rencontrer est le réalisateur russe Sergueï Aldonine.

### Béhémoth
Une des grandes attractions de la Maison Boulgakov (en 2014) est un résident permanent de la maison, très populaire auprès des visiteurs : un grand chat noir qui, comme le personnage du Maître et Marguerite, s'appelle Béhémoth.

## Adversaires et rivaux
Dans la mesure où la maison Boulgakov est devenue de plus en plus connue et appréciée, des adversaires et des rivaux ont commencé à se manifester.
- Un des plus grands adversaires de la Maison Boulgakov est le « gardien du patrimoine culturel russe » auto-proclamé Aleksandr Morozov, qui considère l'œuvre de Boulgakov comme « satanique ». Le 22 décembre 2006, il a manifesté à l'intérieur du dépôt de la Maison de Boulgakov et de son théâtre d'enfants et a vandalisé le mobilier[22], causant pour 100 000 dollars de dégâts. La Maison de Boulgakov a dû fermer plusieurs jours avant de rouvrir le 1er janvier 2007.
- Mais il y avait aussi de l'opposition du côté officiel. Le célèbre écrivain, critique et historien Marietta Tschoudakova a pu obtenir l'autorisation du ministère de la Culture de Moscou d'établir un musée officiel dans l'appartement n° 50[23]. Le Musée M. A. Boulgakov a été inauguré le 15 mai 2007. Inna Michina, la sœur de Tchoudakova, a été nommé directrice. Le musée officiel a eu des difficultés à développer la même dynamique que les voisins du rez-de-chaussée, et a été en proie à des luttes internes. Le 14 mai 2012, un jour avant le cinquième anniversaire du musée, le ministère de la Culture a annoncé que Michina a été licenciée, et qu'un concours serait organisé pour trouver une nouvelle direction. Le 9 octobre 2012, la gestion du musée a été confiée à l'architecte italien Gabriele Filippini. Quand il a été nommé, il a annoncé avoir des plans ambitieux pour le musée et son voisinage immédiat, et qu'il est prêt à collaborer avec tous ceux qui souhaitent honorer l'héritage de Boulgakov, y compris la Maison de Boulgakov et Marietta Tchoudakova[24].

## Littérature
- Boulgakov, Mikhaïl, Le Maître et Marguerite, Robert Laffont, Paris, 1993  (ISBN 2-221-07398-3)
- Bushnell, John, A Popular Reading of Bulgakov : Explication des graffitis, Slavic Review, Vol. 47, No. 3. (Autumn, 1988), p. 502-511
- Curtis, Julie, Les manuscrits ne brûlent pas – Une vie à travers des lettres et des journaux intimes, Julliard, Paris, 1993  (ISBN 0-7475-0891-7)
- Gourg, Marianne, Mikhaïl Boulgakov. 1891-1940. Un maître et son destin Robert Laffont, Paris, 1992  (ISBN 2-221-07210-3)
- Proffer, Ellendea, Bulgakov. Life and Work, Éditions Ardis, Ann Arbor, 1984  (ISBN 0-88233-198-1)

## Sources et références
1. ↑  Elina Galtseva, « About the museum », Museum M.A. Boelgakov
2. ↑  Elina Galtseva, « Architecture of the house », Musée M.A. Boulgakov
3. ↑  Ellendea Proffer, Bulgakov. Life and Work., Éditions Ardis, Ann Arbor, 1984 (ISBN 0-88233-198-1), p. 53
4. ↑  Julie Curtis, Les manuscrits ne brûlent pas. Mikhaïl Boulgakov, une vie à travers des lettres et des journaux intimes, Éditions Julliard, Paris, 1993 (ISBN 0-7475-0891-7), p. 51
5. ↑  Mikhaïl Boulgakov, Le Maître et Marguerite, Éditions Robert Laffont, 1993 (ISBN 2-221-07398-3)
6. ↑  Julie Curtis, Op. cit., p. 48
7. ↑  Jan Vanhellemont, « Bolchaïa Sadovaïa 302-bis »
8. ↑  John Bushnell, A Popular Reading of Bulgakov: Explication des Graffiti, Slavic Review, Vol. 47, No. 3, automne 1998, p. 502-511
9. ↑  N.N., « О нас », Maison de Boulgakov, Moscou
10. ↑  Ibid., « Музейная коллекция »
11. ↑  Ibid., « Выставки »
12. ↑  Ibid., « Фестиваль »
13. ↑  Ibid., « Экскурсии »
14. ↑  Ibid., « Трамвай 302-БИС »
15. ↑  Ibid., « Булгаковская библиотека »
16. ↑  Ibid., « Научно-методический отдел »
17. ↑  Jan Vanhellemont., « Elena Martyniouk », Le site web Le maître et Marguerite
18. ↑  Mikhaïl Boulgakov, Le maître et Marguerite, Éditions Robert Laffont, 1992 (ISBN 2-221-07398-3), p. 780
19. ↑  N.N., « Буфет «302-БИС» », Maison de Boulgakov Moscou
20. ↑  Ibid., « Театр «Бу…» »
21. ↑  Ibid., « Театр им. М.А. Булгакова »
22. ↑  Jan Vanhellemont, « Aleksander Aleksandrovitch Morozov », Le site web Le maître et Marguerite
23. ↑  J.M. Loezjkov, bourgemestre de Moscou, « Распоряжение Правительства Москвы № 514-РП от 26 марта 2007 года »,‎ 26 maart 2007
24. ↑  Sophia Kishkovsky, « Writer’s shrine to get epic treatment », 14 januari 2013